# Sergiolus guadalupensis
Espèce
Sergiolus guadalupensis est une espèce d'araignées aranéomorphes de la famille des Gnaphosidae.

## Distribution
Cette espèce est endémique de l'île Guadalupe en Basse-Californie au Mexique,.

## Description
La femelle holotype mesure 6,23 mm et le mâle paratype 5,74 mm.

## Étymologie
Son nom d'espèce, composé de guadalup[e] et du suffixe latin -ensis, « qui vit dans, qui habite », lui a été donné en référence au lieu de sa découverte, l'île Guadalupe.

## Publication originale
- Platnick & Shadab, 1981 : A revision of the spider genus Sergiolus (Araneae, Gnaphosidae). American Museum novitates, no 2717, p. 1-41 (texte intégral).